# خير الله عصار
خير الله أحمد عصّار (ولد 25 مايو 1935 وتوفي 28 أبريل 2015) هو أكاديمي وأديب وناقد جزائري من أصل سوري. تتوزّع اهتماماته بين علم الاجتماع وعلم النفس والفلسفة وعلوم التربية، وله إسهامات علمية باللغتين العربية والإنجليزية.

## مسيرته

### مولده وتعليمه
وُلد في 25 مايو 1935 بمدينة حماة في سوريا، حصل على شهادة التعليم الثانوي (البكالوريا) سنة 1952 بمدينة حماة، ونال شهادة البكالوريوس في علوم التربية سنة 1956 من الجامعة الأمريكية في بيروت بلبنان، وشهادة دبلوم التربية في السنة نفسها من الجامعة نفسها، وحصل على شهادة الماجستير في علوم التربية سنة 1959 من الجامعة الأمريكية ببيروت، ونال شهادة الدكتوراه في علوم التربية الاجتماعية سنة 1964 من جامعة هايدلبرغ بألمانيا.

### مناصبه
عمل في عدة مؤسسات أكاديمية، ودرّس في جامعات عالمية، حيث عمل مدرّساً للغة العربية في جامعة غوتنبرغ بالسويد، وذلك في سياق تحضيره لشهادة الدكتوراه في هايدلبرغ، وبعد عودته لسوريا، عمل مدرّساً للتربية وعلم النفس والفلسفة بين سنتي 1965 و1972، في دور المعلمين في حمص وحماة وثانوياتها، وبعد أن انتقل إلى الجزائر، عمل مدرّساً في المعهد التكنولوجي للمعلمين ببوزريعة في الجزائر، بين سنتي 1972 و 1976، وعمل أستاذاً بمعهد علم الاجتماع في جامعة عنابة، من سنة 1976 إلى أن أُُحيل على التقاعد سنة 1997.
أشرف الدكتور عصّار على 5 رسائل دكتوراه و 15 رسالة ماجستير في جامعة عنابة وجامعات أخرى في الجزائر. كان منذ عام 1982 عضوًا نشطًا في الرابطة الدولية لعلم الاجتماع وشارك بنشاط في الندوات والأنشطة التي نظمتها مؤتمر باجواش للعلوم والشؤون الدولية.

### حياته الشخصية
كان عصّار مُتزوّجا من «إلسي بناندر» (Elsie Benander) (12 يناير 1940 - 23 فبراير 1987)، وهي امرأة سويدية من مدينة هور (Höör). كان التقيا في جامعة غوتنبرغ بين 1961 و 1962. أنجبا ثلاثة أطفال: سعيد (1963) وليلى (1967) وسلمى (1968). 

## أعماله
- 1980: محاضرات وتطبيقات في علم النفس اللغوي
- 1981: مقدمة لعلم النفس الأدبي
- 1982: محاضرات في منهجية البحث الاجتماعي
- 1984: مبادئ علم النفس الاجتماعي
- 1985: مدخل إلى قضايا التعليم في العلوم الاجتماعية
- 1996: تدريس اللغة العربية للكبار
- 2002: مدخل إلى السبرنطيقا الإجتماعية، محاولة التحكم بالسلوك الإجتماعي
- 2014: يوميات بعوضة كانت فتاة في الجنة